# Shane Black
Shane Black (* 16. prosince 1961 Pittsburgh, Pensylvánie) je americký filmový režisér, scenárista, producent a herec, známý svými akčními komediemi s detektivní zápletkou, jejichž humor je založen především na dialogu mezi nesourodou ústřední dvojicí.

## Kariéra
Filmy píše od druhé poloviny 80. let, jeho prvním snímkem byla dnes již kultovní Smrtonosná zbraň (1987). V dalších letech napsal námět pro Smrtonosnou zbraň 2 a další slavné akční filmy, jako například Poslední skaut (1991), Poslední akční hrdina (1993) či Dlouhý polibek na dobrou noc (1996). Od 80. let se rovněž objevuje ve vedlejších filmových rolích, jeho herecká filmografie zahrnuje např. i Predátora (1987). Zajímavostí je, že o 30 let později zrežíroval jeden z dílů této série, Predátor: Evoluce (2018).
V roce 2005 režisérsky debutoval mysteriózní komedií Kiss Kiss Bang Bang s Robertem Downeym juniorem, na jejich spolupráci později velmi úspěšně navázal superhrdinským filmem Iron Man 3 (2013). Roku 2016 natočil další detektivní komedií Správní chlapi s Russellem Crowem a Ryanem Goslingem v hlavních rolích, která se taktéž dočkala vřelého přijetí.

## Filmografie

### Režisér
- 2005 – Kiss Kiss Bang Bang
- 2013 – Iron Man 3
- 2016 – Správní chlapi
- 2018 – Predátor: Evoluce

### Scenárista
- 1987 – Záhrobní komando
- 1987 – Smrtonosná zbraň
- 1991 – Poslední skaut
- 1993 – Poslední akční hrdina
- 1996 – Dlouhý polibek na dobrou noc
- 2005 – Kiss Kiss Bang Bang
- 2013 – Iron Man 3
- 2016 – Správní chlapi
- 2018 – Predátor: Evoluce